# Sarah Dovogja
Sarah Dovogja (25 mei 1993) is een Belgisch voormalig volleybalster.

## Levensloop
Dovogja begon met volleyballen bij Lovoc Lommel. Vervolgens ging ze naar de Topsportschool Vilvoorde. Hierop aansluitend werd ze actief bij VC Oudegem. Met deze club won ze in 2012-'13 de Beker van België.
Daarnaast maakte ze deel uit van de Belgisch beloftenteam, waarmee ze goud behaalde op de EK van 2009 (U19) en brons op het WK (U19) van datzelfde jaar.
Ook was ze actief in het beachvolleybal, waarin ze in 2013 samen met Katrien Gielen brons won op het Belgisch kampioenschap.